# Myxomolgus invulgus
Myxomolgus invulgus is een eenoogkreeftjessoort uit de familie van de Sabelliphilidae. De wetenschappelijke naam van de soort is voor het eerst geldig gepubliceerd in 2001 door Kim I.H..